# Tolokiwa
Tolokiwa (auch Lottin) ist eine Insel der Siassi-Inseln von Papua-Neuguinea im Westen der Bismarcksee. Die fast kreisrunde Insel ist vulkanischen Ursprungs.
Tolokiwa liegt etwa 22 km nordwestlich von Umboi, der Hauptinsel der Siassi-Inseln. Es gibt kleinere Ansiedlungen an der Süd- und Westküste der Insel.